# Gran Premio motociclistico del Belgio 1979
Il Gran Premio motociclistico del Belgio fu l'ottavo appuntamento del motomondiale 1979.
Si svolse il 1º luglio 1979 sul circuito di Spa-Francorchamps. Erano in programma le classi 50, 125, 250, 500 e sidecar B2A.
La gara si svolse su un circuito completamente rifatto, lungo la metà rispetto agli anni precedenti e costato l'equivalente di quasi 17 miliardi di lire dell'epoca. La pista scatenò ben presto le proteste dei piloti perché pericolosa e impraticabile (l'asfalto era stato in parte posato la notte del venerdì precedente la gara): la pista era da loro paragonata a una saponetta o al borotalco. La sera di sabato 30 giugno i piloti (con in testa Kenny Roberts, Kork Ballington e Barry Sheene), fallita ogni mediazione con gli organizzatori e la FIM, convocarono una conferenza stampa per annunciare lo sciopero, il primo dal GP di Germania 1974, cui aderirono tutti i piloti più importanti. All'annuncio dello sciopero parte dei 50.000 spettatori provocò disordini sfociati in scontri con la polizia.
La gara dei sidecar, unica a non aver subito defezioni, vide una lotta dura tra Rolf Steinhausen e Rolf Biland, con il tedesco primo al traguardo. L'equipaggio Campbell/Goodwin finì in ospedale a causa del ribaltamento del loro "tre ruote".
Le altre gare ebbero come protagonisti piloti di secondo piano: in 50 vinse l'ex campione del mondo della categoria Henk van Kessel; in 125 la vittoria andò a Barry Smith, già pilota ufficiale Derbi un decennio prima; ai poco noti Edi Stöllinger e Dennis Ireland andarono rispettivamente 250 e 500.

## Classe 500

### Arrivati al traguardo
| Pos. | Pilota         | Moto   | Tempo      | Punti |
| ---- | -------------- | ------ | ---------- | ----- |
| 1    | Dennis Ireland | Suzuki | 57' 09" 67 | 15    |
| 2    | Kenny Blake    | Yamaha | +5" 25     | 12    |
| 3    | Gary Lingham   | Suzuki | +11" 08    | 10    |
| 4    | Gustav Reiner  | Suzuki | +38" 93    | 8     |
| 5    | Henk de Vries  | Suzuki | +1' 38" 23 | 6     |
| 6    | Josef Hage     | Suzuki | +1' 38" 40 | 5     |
| 7    | Jacky Matagne  | Suzuki | +2' 46" 86 | 4     |
| 8    | Gerhard Vogt   | Suzuki | +1 giro    | 3     |
| 9    | Guy Cooremans  | Suzuki | +1 giro    | 2     |
| 10   | Dieter Heinen  | Yamaha | +2 giri    | 1     |

## Classe 250

### Arrivati al traguardo
| Pos. | Pilota                       | Moto     | Tempo      | Punti |
| ---- | ---------------------------- | -------- | ---------- | ----- |
| 1    | Edi Stöllinger               | Kawasaki | 52' 16" 61 | 15    |
| 2    | Chas Mortimer                | Yamaha   | +0" 47     | 12    |
| 3    | Murray Sayle                 | Yamaha   | +27" 25    | 10    |
| 4    | Fernando González De Nicolás | Yamaha   | +28" 35    | 8     |
| 5    | Graeme McGregor              | Yamaha   | +49" 91    | 6     |
| 6    | Michel Siméon                | Yamaha   | +1' 20" 57 | 5     |
| 7    | Jeffrey Sayle                | Yamaha   | +1' 21" 49 | 4     |
| 8    | José Lazo                    | Yamaha   | +1' 22" 85 | 3     |
| 9    | Yoshimi Matsumoto            | Yamaha   | +1' 23" 55 | 2     |
| 10   | Rini van Kasteren            | Yamaha   | +1' 58" 23 | 1     |
| 11   | Josef Hage                   | Yamaha   |            |       |
| 12   | José Tellevia                | Yamaha   |            |       |
| 13   | Jacques Bolle                | Yamaha   |            |       |

### Ritirati
| Pilota              | Moto   | Motivo ritiro |
| ------------------- | ------ | ------------- |
| Hermano Sobral      | Yamaha |               |
| Olivier Liégeois    | Yamaha |               |
| Hans Merkl          | Yamaha |               |
| José Moreno         | Yamaha |               |
| Roger Kockelmann    | Yamaha |               |
| Patrick de Radiguès | Yamaha |               |
| Jean Claude Baele   | Yamaha |               |
| Jean-Marc Toffolo   | Yamaha |               |
| Richard Gauthier    | Yamaha |               |
| Oronzo Memola       | Yamaha |               |
| Graham Singer       | Yamaha |               |
| Guy Origer          | Yamaha |               |
| Valerio Pessotto    | Yamaha |               |
| Bert Struyk         | Yamaha |               |
| Michel Steven       | Yamaha |               |
| Reino Eskelinen     | Yamaha |               |

## Classe 125

### Arrivati al traguardo
| Pos. | Pilota                 | Moto       | Tempo      | Punti |
| ---- | ---------------------- | ---------- | ---------- | ----- |
| 1    | Barry Smith            | Morbidelli | 46' 59" 27 | 15    |
| 2    | Marcelino García       | Morbidelli | +23" 67    | 12    |
| 3    | Martin van Soest       | Morbidelli | +42" 54    | 10    |
| 4    | Patrick Hérouard       | Morbidelli | +46" 93    | 8     |
| 5    | Jean-François Lecureux | Morbidelli | +50" 20    | 6     |
| 6    | Paul Bordes            | Morbidelli | +1' 06" 60 | 5     |
| 7    | Anton Straver          | Morbidelli | +1' 09" 51 | 4     |
| 8    | François Granon        | Morbidelli | +1' 27" 60 | 3     |
| 9    | Jan Huberts            | MBA        | +1' 58" 83 | 2     |
| 10   | René Rénier            | Morbidelli | +1' 58" 99 | 1     |

## Classe 50

### Arrivati al traguardo
| Pos. | Pilota          | Moto     | Tempo      | Punti |
| ---- | --------------- | -------- | ---------- | ----- |
| 1    | Henk van Kessel | Sparta   | 34' 23" 27 | 15    |
| 2    | Theo Timmer     | Bultaco  | +20" 26    | 12    |
| 3    | Rudolf Kunz     | Kreidler | +24" 79    | 10    |
| 4    | Jacky Hutteau   | ABF      | +28" 47    | 8     |
| 5    | Ingo Emmerich   | Kreidler | +38" 31    | 6     |
| 6    | Enrico Cereda   | UFO      |            | 5     |
| 7    | Ezio Saffiotti  | Paolucci |            | 4     |
| 8    | Gerhard Singer  | Kreidler |            | 3     |
| 9    | Rudi Oosting    | BGS      |            | 2     |
| 10   | Cees van Dongen | Kreidler |            | 1     |
| 11   | Joaquín Galí    | Bultaco  | +1' 32" 08 |       |

### Ritirati
| Pilota          | Moto     | Motivo ritiro |
| --------------- | -------- | ------------- |
| Serge Julin     | Kreidler | caduta        |
| Wolfgang Müller | Kreidler | caduta        |

## Classe sidecar B2A

### Arrivati al traguardo
| Pos | Pilota            | Passeggero           | Moto           | Tempo    | Punti |
| --- | ----------------- | -------------------- | -------------- | -------- | ----- |
| 1   | Rolf Steinhausen  | Kenny Arthur         | KSA-Yamaha     | 51'24"94 | 15    |
| 2   | Rolf Biland       | Kurt Waltisperg      | Schmid-Yamaha  | 51'29"79 | 12    |
| 3   | Dick Greasley     | John Parkins         | Yamaha         | 52'19"70 | 10    |
| 4   | Siegfried Schauzu | Lorenzo Puzo         | Busch-Yamaha   | 52'28"51 | 8     |
| 5   | Alain Michel      | Stuart Collins       | Seymaz-Yamaha  | 52'48"41 | 6     |
| 6   | Mick Boddice      | Mick Burns           | Yamaha         | 53'21"30 | 5     |
| 7   | Otto Haller       | Rainer Gundel        | Krauser-Yamaha |          | 4     |
| 8   | Hermann Huber     | Bernhard Schappacher | Krauser-Yamaha |          | 3     |
| 9   | Peter Frick       | Pascal Mottier       | Yamaha         |          | 2     |
| 10  | Walter Ohrmann    | Erich Schmitz        | Yamaha         |          | 1     |

### Ritirati
| Pilota         | Passeggero     | Moto        | Motivo ritiro |
| -------------- | -------------- | ----------- | ------------- |
| Amedeo Zini    | Andrea Fornaro | Busch-König |               |
| Peter Campbell | Dick Goodwin   | Yamaha      | incidente     |